# Marigot (Saint-Barthélemy)
Pour les articles homonymes, voir Marigot.
Marigot est un quartier de Saint-Barthélemy dans les Caraïbes. Il est situé dans la partie nord-est de l'île entre Pointe Milou, Mont Jean et Anse de Grand Cul-de-Sac.
Entourée de cocotiers et à l'abris du vent, la plage de Marigot est une réserve naturelle marine où la pêche est interdite, avec une magnifique eau cristalline, idéale pour nager avec ou sans masque et tuba,.